# Липофусцин

Микрофотография сердечной мышцы с включениями липофусцина, окрашивание гематоксилином и эозином

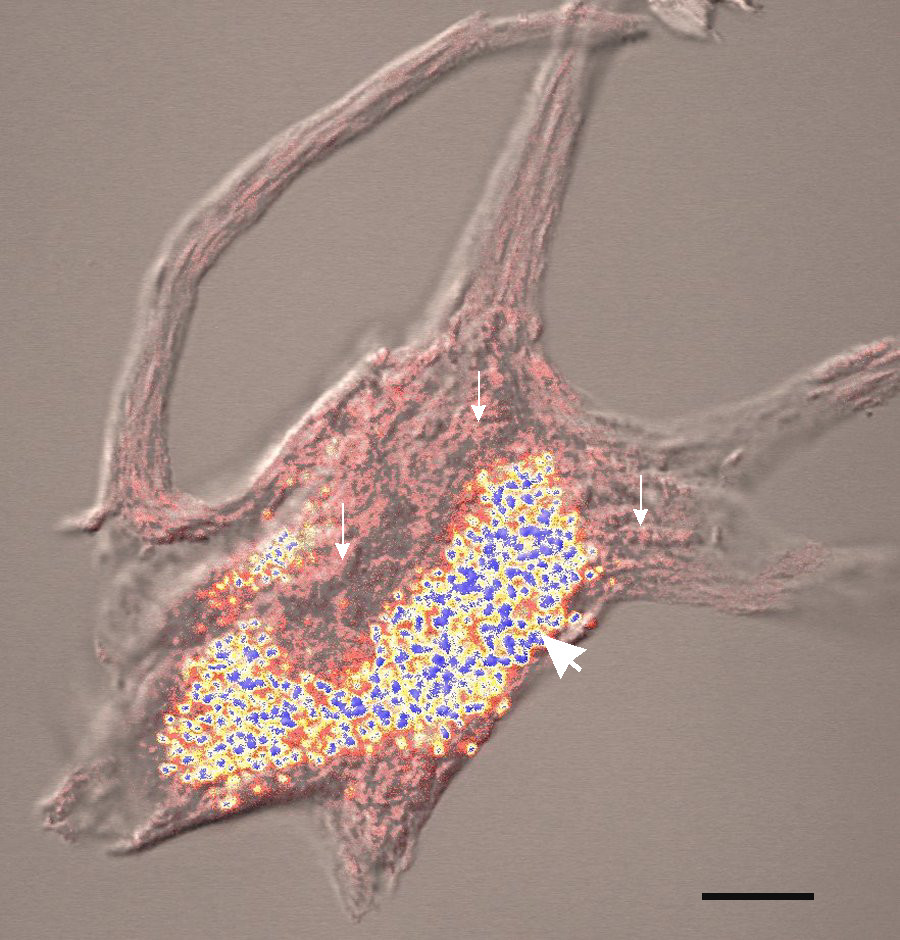
Конфокальное изображение спинального мотонейрона с окрашенными гранулами липофусцина (жёлто-синие)

Липофусцин (lipofuscinum; от греч. lipo — «жир» и лат. fuscus — «темный»), также известный как «пигмент старения», — жёлто-коричневый аутофлуоресцирующий пигмент липидной и/или гликопротеиновой природы, накапливающийся в неделящихся клетках разных тканей и органов животных. В клетках содержится в основном в виде гранул, сконцентрированных вокруг ядра и окружённых лизосомной мембраной.

## Химический состав
Агрегаты липофусцина в клетках состоят из окисленных ковалентно сшитых межу собой остатков белков (30-70 %) и липидов (20-50 %), что подтверждается спектрофотометрией выделенных образцов. Также для клеток коры головного мозга человека возрастом от 50 лет показано наличие углеводных остатков в скоплениях липофусцина. Помимо этого, липофусцин содержит ионы металлов, таких как железо, алюминий, кальций, цинк, медь, марганец. Было показано, что в состав липофусцина входят следующие типы липидов: триглицериды, свободные жирные кислоты, холестерин, фосфолипиды.

В составе липофусцина также присутствуют флуоресцентные соединения, например, N-ретинилиден-N-ретинилэтаноламин (А2Е) в пигментном эпителии сетчатки и клетках печени.

N-ретинилиден-N-ретинилэтаноламин (А2Е) — компонент липофусцина в пигментном эпителии сетчатки и клетках печени

## Характеристики пигмента[7]
Липофусцин обладает такими гистохимическими характеристиками, как суданофилия (за счёт наличия липидов в составе, окрашивается жирорастворимыми красителями группы Судан), аргирофилия (за счёт наличия гликопротеинов в составе, окрашивается солями серебра), кислотоустойчивость (не обесцвечивается неорганическими кислотами после окрашивания, благодаря взаимодействию красителя с большим количеством липидов в составе пигмента) и осмиофилия (за счёт наличия липидов в составе, окрашивается солями осмия и виден как гомогенная тёмная масса нерегулярной формы при электронной микроскопии).
Характерной особенностью липофусцина является его способность к аутофлуоресценции. Например, при возбуждении волнами длиной до 400 нм (ультрафиолетовое излучение) наблюдается эмиссия в области длин 530—650 нм.

## Накопление липофусцина в клетках и его роль в процессах старения
По ряду причин наличие липофусцина в клетках считается признаком старения. В 1959 году было показано наличие положительной линейной зависимости между возрастом человека и количеством липофусцина в его кардиомиоцитах. То же позднее было показано для собак и нескольких видов обезьян. Помимо этого, не раз отмечалась отрицательная корреляция между скоростью накопления липофусцина и продолжительностью жизни у разных организмов. При изучении ракообразных применяется техника определения возраста по количеству липофусцина в клетках.
В постмитотических клетках в ходе аутофагии лизосомы аккумулируют подвергшиеся действию активных форм кислорода (АФК) окисленные белки и липиды с целью их переработки, но из-за появления многочисленных кросс-сшивок (например, альдегидных мостиков) в результате окисления, такой материал становится неразрушаемым и не может быть выведен из клетки путём экзоцитоза.
В 1992 году был предложен механизм влияния окислительного стресса на формирование липофусцина. Согласно этому механизму, АФК, в первую очередь H2O2, образующийся в митохондриях в ходе работы супероксиддисмутазы, проникает в лизосомы, содержащие поглощённые макромолекулы и железо, входившее в состав ранее разрушенных лизосомой металлопротеинов. В результате взаимодействия пероксида водорода с железом образуется гидроксил-радикал (в ходе реакции Фентона), окисляющий находящиеся в лизосоме макромолекулы и приводящий к появлению кросс-сшивок, то есть к формированию липофусцина.
Вклад в формирование липофусцина может вносить аутофагоцитоз митохондрий. Согласно механизму свободнорадикального старения, предложенному в 1956 году, митохондрии, являющиеся основным источником АФК в клетке, также в большой степени подвергаются их вредному воздействию. Поврежденные митохондрии могут содержать неразрушаемые окисленные макромолекулы и производить АФК в ещё больших количествах, чем функциональные органеллы, уже будучи аутофагоцитированными, способствуя формированию липофусцина, что подтверждается высоким содержанием с-субъединицы митохондриальной АТФ-синтазы в липофусцине нейронов.
В рамках митохондриально-лизосомной теории старения описано влияние агрегатов липофусцина на клеточные функции, старение и смерть. Накопление неразлагаемого липофусцина приводит к увеличению лизосом. Синтез лизосомных литических ферментов продолжается, но большая их часть расходуется «впустую» липофусцин-содержащими лизосомами, в то время как свободным от липофусцина функциональным лизосомам не хватает ферментов для разрушения поглощённых макромолекул и органелл, что способствует формированию в них липофусцина. Постепенно в клетках накапливаются поврежденные нефункциональные митохондрии, на переработку которых не хватает аутофагоцитарных ресурсов, и тогда в качестве компенсаторного механизма клетки начинают увеличиваться в размере, но у этого процесса есть свои ограничения: например, в крупных клетках затруднена доставка питательных веществ в центральную область. В результате, состарившиеся постмитотические клетки погибают от недостатка АТФ.
Помимо вышесказанного, накопление больших количеств липофусцина и увеличение лизосом, вероятно, приводит к повышенной чувствительности к окислительному стрессу. Образование АФК в липофусцин-содержащих лизосомах может вызывать повреждение лизосомной мембраны с последующим попаданием литических ферментов в цитоплазму и приводить к апоптозу или некрозу.
В 2012 году для человеческих фибробластов со стресс-индуцированным преждевременным старением (SIPS) было показано, что накопление липофусцина в лизосомах происходит в результате макроаутофагии (ранее конкретные механизмы аутофагии, ответственные за этот процесс, не рассматривались). При ингибировании макроаутофагии в исследуемых клетках возрастало количество цитоплазматического липофусцина, что коррелировало с повышением уровня АФК и снижением жизнеспособности клеток.
Ранее была выявлена способность контактирующего с цитоплазмой липофусцина ингибировать работу 20S-протеасомы за счёт связывания последней с наружными участками агрегатов, содержащими гидрофобные аминокислотные остатки. В результате такого ингибирования снижается способность клеток перерабатывать неверно свёрнутые и поврежденные белки, что наносит вред жизнедеятельности и ускоряет старение.

## Участие в патологических процессах
Ускоренное формирование липофусцина в клетках наблюдается, например, при нейрональных цероидных липофусцинозах, относящихся к лизосомным болезням накопления, а также при болезни Альцгеймера.
Изучается также возможный вклад липофусцина в патогенез болезни Штаргардта и возрастной макулярной дегенерации. В пигментном эпителии сетчатки одним из компонентов липофусцина является A2E — продукт превращений витамина А в зрительном цикле. Данное низкомолекулярное вещество обладает свойствами детергента, а значит, вероятно, способно повреждать лизосомную мембрану, приводя к утечке литических ферментов и гибели клетки. Помимо этого, в пигментном эпителии сетчатки А2Е подвержен фотооксилению, в результате которого образуются токсичные для клеток соединения.

## Ингибиторы процессов накопления липофусцина
Известно, что различные вещества, снижающие влияние окислительного стресса на жизнедеятельность клеток, замедляют накопление липофусцина. Например, центрофеноксин понижает скорость формирования пигмента за счёт повышения активности антиоксидантных ферментов клетки, а экстракт гинкго билоба оказывает аналогичный эффект на накопление липофусцина благодаря своей способности перехватывать гидроксил-радикалы.
В 2012 году было продемонстрировано, что ремофусцин (сорапразан) индуцирует удаление скоплений липофусцина из клеток пигментного эпителия сетчатки, предположительно, за счёт экзоцитоза, но механизм этого явления не известен.